# 卡羅爾頓 (阿肯色州)
卡羅爾頓（英語：Carrollton）是位於美國阿肯色州卡羅爾縣的一個非建制地區。該地的面積和人口皆未知。

## 地理
卡羅爾頓的座標為36°15′45″N 93°19′19″W / 36.26250°N 93.32194°W，而該地的平均海拔高度為361米（即1184英尺）。